# Aenictus congolensis
Aenictus congolensis é uma espécie de formiga do gênero Aenictus.